# Wounded Bird Records
Wounded Bird Records is een Amerikaans platenlabel, dat in 1998 is opgericht. Ze zijn gevestigd in Guilderland (New York). Het label brengt alleen compact discs uit. Af en toe verscheen er nieuw werk op het label, maar de meeste albums zijn heruitgaven vanuit het verleden uit de popmuziek of jazz. Het label is daarmee een Amerikaanse tegenhanger van Esoteric Recordings in Engeland. Wounded Bird, dat door diverse maatschappijen gedistribueerd wordt, kiest voor internationaal bekende artiesten, maar ook verschenen regelmatig muziekalbums, die puur gericht zijn op de Amerikaanse markt.

## Artiesten met een eigen lemma van wie cd's zijn verschenen
- Jan Akkerman
- Amazing Rhythm Aces
- Jon Anderson
- Argent
- Tony Ashton and Jon Lord
- Aztec Camera
- Randy Bachman
- Bad Company
- Badfinger
- Ginger Baker
- The Bangles
- Count Basie
- Baton Rouge
- Harry Belafonte
- Adrian Belew
- George Benson
- Blackfoot
- Blood, Sweat and Tears
- Black Pearl
- Laura Branigan
- Bread
- Jocelyn Brown
- Dave Brubeck
- Gary Burton
- The Byrds
- John Cale
- Cab Calloway
- Jim Capaldi
- Irene Cara
- Ron Carter
- Peter Cetera
- Blondie Chaplin
- Petula Clark
- Stanley Clarke
- Jimmy Cliff
- Rosemary Clooney
- Billy Cobham
- Joe Cocker
- Alice Coltrane
- Chick Corea
- Larry Coryell
- Bill Cosby
- Randy Crawford
- Crawler
- Crazy Horse
- Roger Daltrey
- Dave Davies
- Al Di Meola
- Dr. John
- Klaus Doldinger
- The Dukes
- Dave Edmunds
- Duke Ellington
- Herb Ellis & Charlie Byrd
- Europe
- Face to Face
- José Feliciano
- Maynard Ferguson
- Foghat
- Ellen Foley
- Robben Ford
- Samantha Fox
- Ace Frehley
- Gamma
- David Gates
- Dexter Gordon
- Larry Graham
- Grand Funk Railroad
- Hall & Oates
- Jan Hammer
- Debbie Harry
- Joe Henderson
- Woody Herman
- Chris Hillman
- The Hollies
- Horslips
- Freddie Hubbard
- James Ingram
- Keith Jarrett
- J. Geils Band
- Tom Johnston
- Stan Kenton
- Kid Creole and the Coconuts
- Carole King
- Kris Kristofferson
- Labelle
- Kenny Loggins
- Trini Lopez
- Loudness
- Lulu
- Phil Lynott
- Mahavishnu Orchestra
- Howie Mandel
- Herbie Mann
- Arif Mardin
- Charlie Mariano
- Wynton Marsalis
- Steve Martin
- Jay McShann
- Meat Loaf
- Memphis Slim
- Mink DeVille
- Mr. Big
- Montrose
- Mother's Finest
- Mott the Hoople
- Alphonse Mouzon
- Jim Nabors
- New England
- The New Seekers
- Overkill
- Pacific Gas & Electric
- Poco
- Pointer Sisters
- Jean-Luc Ponty
- Bud Powell

- Prophet
- Quiver
- Redbone
- Nile Rodgers
- Renassaince
- Terry Riley
- Lee Ritenour
- Rossington
- Leon Russell
- David Sanborn
- Peter Schilling
- Dan Seals
- Doc Severinson (with Henry Mancini)
- Shadow King
- Sister Sledge
- Small Faces
- Jimmy Smith
- Sparks
- Chris Squire
- Candi Staton
- Steps Ahead
- Tangerine Dream
- Sonny Terry & Brownie McGhee
- Thin Lizzy
- Throwing Muses
- Thunder
- Tomita
- Trapeze
- McCoy Tyner
- Ritchie Valens
- Vandenberg
- Narada Michael Walden
- T-Bone Walker
- Joe Walsh
- Steve Walsh
- Wendy & Lisa
- Wildlife
- Winger
- Wishbone Ash
- Tammy Wynette
- Joe Zawinul